# Friedrich Leopold von Schrötter

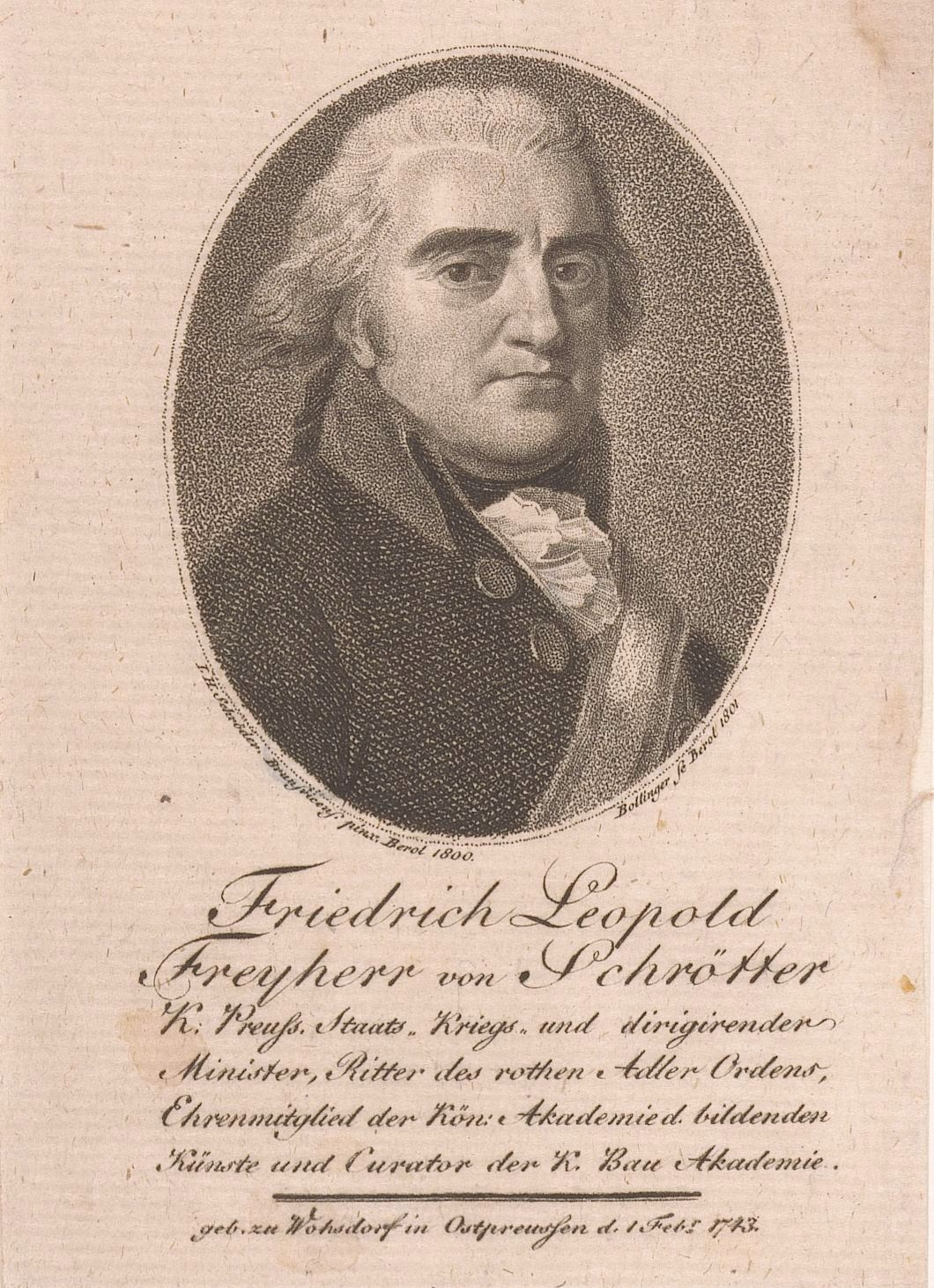
Friedrich Leopold Freyherr von Schrötter

Friedrich Leopold Reichsfreiherr von Schrötter (* 1. Februar 1743 in Wohnsdorf, Ostpreußen; † 30. Juni 1815 in Berlin) war ein preußischer Offizier und Minister. Er zählte zu den preußischen Reformern.

## Herkunft
Seine Eltern waren der Erbherr auf Wohnsdorf Friedrich Wilhelm von Schrötter (1712–1790) und dessen Ehefrau Helene Barbara von der Gröben († 1773) aus dem Haus Baeslack, Tochter des Oberstleutnants Albrecht Siegmund von der Gröben.
Der Regierungspräsident Karl Wilhelm von Schrötter war sein Bruder, ein weiterer Bruder Friedrich Ludwig (* 1741) war preußischer Oberstleutnant.

## Leben
Schrötter stand mit Immanuel Kant, Theodor Gottlieb von Hippel d. Ä. und Johann Georg Scheffner in Verbindung. Seit 1791 Oberpräsident in Königsberg i. Pr., verpflichtete er alle Studenten, die im ostpreußischen Finanzdepartement angestellt werden wollten, Vorlesungen bei Christian Jakob Kraus zu hören. 1795 ging er als Minister für Ostpreußen nach Berlin. 1807/08 saß er in der Kombinierten Immediatkommission. Mit Heinrich Friedrich Karl vom und zum Stein und anderen war er ein Wegbereiter der Preußischen Reformen. Schrötter starb als Mitglied des Geheimen Staatsrates.
Von besonderer Bedeutung ist die von ihm 1796 veranlasste Schroettersche Landesaufnahme nach der Eingliederung von Westpreußen in den preußischen Staat. Unter Berufung darauf trug im deutsch-besetzten Polen die Stadt Płock von 1941 bis 1945 den Namen Schröttersburg.

## Familie
Schrötter war zweimal verheiratet, in erster Ehe seit 1778 mit Agnes von Ostau (1761–1798), dann seit 1800 mit Renate Wilhelmine von Gralath. Aus der ersten Beziehung stammt die weitere Nachkommenschaft bis heute, hier über Leopold Freiherr von Schrötter (1784–1869), Fideikommissherr auf Wohnsdorf. Sein Sohn Eduard Ferdinand von Schroetter (geb. 1792) studierte Rechtswissenschaft an der Universität Heidelberg. Er fiel als preußischer Offizier in den Befreiungskriegen am 30. Oktober 1813 in der Schlacht bei Hanau.

## Schriften
- Karte von Ost-Preussen nebst Preussisch Litthauen und West-Preussen nebst Netzedistrict 1796–1802. In: Historisch-Geographischer Atlas des Preußenlandes. Lieferung 6, Steiner, Wiesbaden 1978, ISBN 3-515-02671-1.

## Ehrungen
- Roter Adlerorden (1798)
- Alexander-Newski-Orden (1807)
- Schwarzer Adlerorden (1808)
- Umbenennung Płocks in Schröttersburg (1941–1945)

## Denkmal
Seit am 23. September 1907 in Memel das Borussia-Denkmal, geschaffen nach einem Entwurf des Berliner Bildhauers Peter Breuer, feierlich enthüllt wurde, stand auf der rechten Seite daneben auch eine Stele mit der Bronzebüste des Reformers Friedrich Leopold von Schrötter. Während das Standbild der Borussia beim Aufstand der litauischen Bevölkerung im Jahre 1923 erstmals vom Sockel gerissen wurde, überstanden die Büstendenkmäler zu beiden Seiten der Borussia auch den Zweiten Weltkrieg ohne Schäden. Erst die sowjetischen Besatzungssoldaten beseitigten 1945 die bronzenen Büsten. Seitdem ist auch die Büste von Schrötters verschollen.